# Enfant géopolitique observant la naissance de l'homme nouveau
Enfant géopolitique observant la naissance de l'homme nouveau est une huile sur toile de l'artiste surréaliste espagnol Salvador Dalí réalisée en 1943. Elle représente l'éclosion d'un homme hors d'un œuf sur lequel apparaît une mappemonde. Elle symbolise l'émergence des États-Unis qui, en s'appuyant fortement sur l'Europe, deviennent une nouvelle superpuissance.